# Wes Montgomery

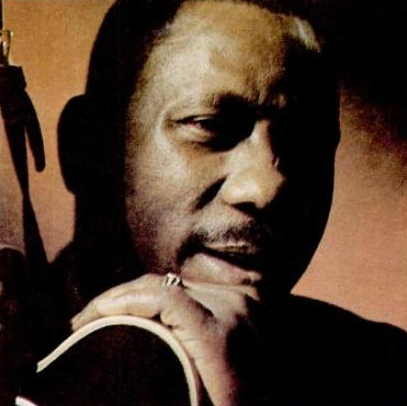
Wes Montgomery 1965

John Leslie „Wes“ Montgomery (* 6. März 1923 in Indianapolis, Indiana; † 15. Juni 1968 ebenda) war ein US-amerikanischer Jazz-Gitarrist, der mit seinen mit dem Daumen angeschlagenen Oktavketten und melodiösen Läufen bis heute einer der einflussreichsten Jazzgitarristen ist.

## Abschnitte der Karriere
Die Karriere Wes Montgomerys lässt sich grob in drei Abschnitte unterteilen: Nach seinen Clubauftritten in seiner Heimatstadt veröffentlichte er von den späten 1950er Jahren bis Mitte der 1960er Jahre auf verschiedenen Labeln – vor allem auf Riverside – meist virtuose Jazzaufnahmen in kleiner Besetzung. Von 1964 an war er bei Verve unter Vertrag, wo er teils sehr populäre Schallplatten aufnahm, häufig mit Orchesterarrangements von Oliver Nelson und Don Sebesky. Die künstlerische Qualität dieser Aufnahmen war aber recht unterschiedlich, so dass sie bis heute bei Musikkritikern und Jazzfans umstritten sind. 1967 wechselte er zum Poplabel A&M, wo er sich auf eine von vielen als seicht empfundene Formel von Easy Listening festlegte. Wes Montgomery starb 1968, wenige Tage nachdem er am Berkeley Jazzfestival teilgenommen hatte, an den Folgen eines Herzinfarkts in seinem Haus in Indianapolis.

## Werdegang

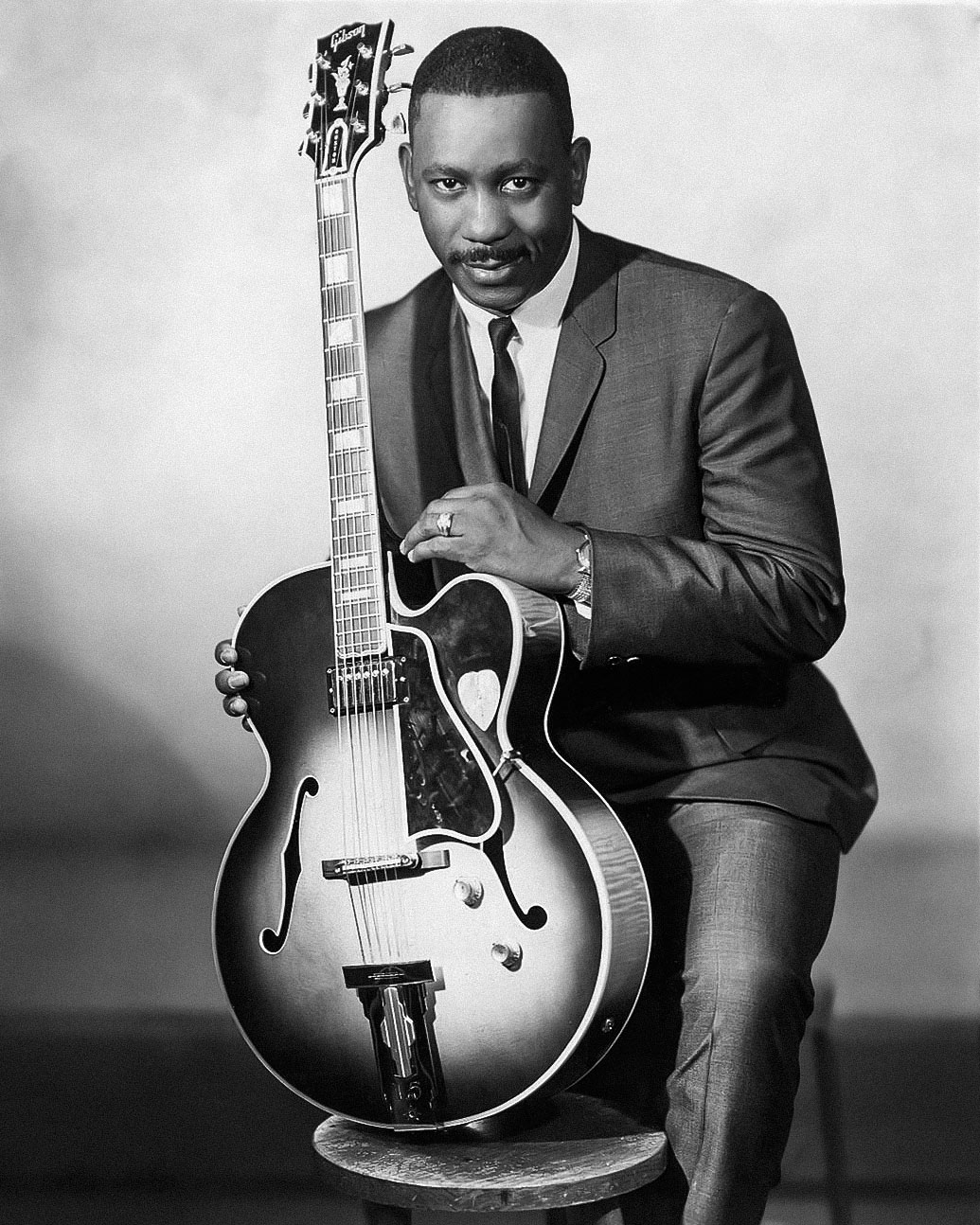
Wes Montgomery mit Gibson L-5 (um 1965)

Wes Montgomery war Autodidakt: er hörte erstmals mit neunzehn Jahren die Platten von Charlie Christian, kaufte eine Gitarre und begann, die Soli zu kopieren. Mit seinen Brüdern Monk und Buddy spielte er, tagsüber in einer Fabrik tätig, abends in Clubs. Seine professionelle Karriere begann, als er von 1948 bis 1950 bei Lionel Hampton spielte. Des dauernden Tourneestresses müde, kehrte er auch aus familiären Gründen nach Indianapolis zurück, arbeitete wieder in der Fabrik und trat abends mit eigener Band auf. Zwischen 1957 und 1959 reiste er gelegentlich nach San Francisco, wo seine Brüder als The Mastersounds Erfolge feierten und er an deren Plattensessions mitwirkte. Diese frühen Aufnahmen erschienen später auf Pacific Records.
1959 hörte ihn Cannonball Adderley in einem Club in Indianapolis spielen und vermittelte ihm einen Plattenvertrag bei Riverside Records. Er nahm mit Wes sein Album The Poll Winners auf. Im selben Jahr entstand Wes’ erstes Album für Riverside, begleitet von Melvin Rhyne, Orgel, und Paul Parker, Schlagzeug. Im Januar 1960 nahm er sein wohl bestes Album auf, The Incredible Jazz Guitar of Wes Montgomery, begleitet von Tommy Flanagan, Percy und Albert Heath. Es folgten Einspielungen mit Cannonball und Nat Adderley, Harold Land, Milt Jackson sowie Live-Auftritte mit John Coltrane. In dieser kreativsten Phase seines Schaffens entstanden auch seine Alben So Much Guitar (1961) und Full House (1962) mit Johnny Griffin und dem Trio von Wynton Kelly, mit dem er auch live auftrat, ebenso wie mit seinen Brüdern Monk und Buddy als The Montgomery Brothers. Auf den späteren Riverside-Alben wie Guitar On the Go oder Fusion! verband Wes „den Rhythmus und die Energie des Rock mit Jazzharmonien“.
Nach 1964, als Riverside Records von Orrin Keepnews aufgegeben wurde, stand Wes Montgomery bei Verve Records unter Vertrag. 1965 tourte er erstmals durch Europa, trat im Londoner Jazzclub Ronnie Scott’s auf und spielte mit Johnny Griffin und Harold Mabern in Paris. Auf dem ersten Verve-Album stellte dessen Produzent Creed Taylor Wes als Solisten in einen Big-Band-Rahmen mit Begleitern wie Jerome Richardson, Jimmy Cleveland, Urbie Green, Quentin Jackson oder Clark Terry; danach entstand in dichter Folge eine Reihe von sieben Alben mit Small Group, Big-Band- und Streicher-Besetzung, auf denen der Gitarrist von den Orchestern von Oliver Nelson, Claus Ogerman oder Don Sebesky begleitet wurde. Deren Arrangements schufen, den Smooth Jazz vorwegnehmend, einen sehr erfolgreichen Popjazz aus Instrumentalversionen damals aktueller Pophits wie California Dreamin’, Golden Earrings oder Goin’ Out of My Head, das mit einem Grammy ausgezeichnet wurde. So wurde Wes Montgomery zu einem „Musterbeispiel für den Vermarktungsprozess, dem so viele Jazzmusiker unterworfen sind.“ Creed Taylor hat ihn allein nach dem Gesichtspunkt der Verkäuflichkeit produziert und ihm – was doch, wie der Kritiker Gary Giddins bemerkte, das mindeste gewesen wäre – „nicht einmal erlaubt, auf jeder dritten oder vierten Platte die Musik zu spielen, die ihm eigentlich am Herzen lag.“ 1962 sagte Wes in einem Newsweek-Interview: „Ich kenne die Melodie, du kennst sie auch. Warum soll ich sie spielen?“ Und gegen Ende seines Lebens meinte er: „Ich bin deprimiert über mein Spiel ...“

## Technik
Montgomery gilt neben Charlie Christian als der wohl einflussreichste US-amerikanische Jazzgitarrist. Er entwickelte eine eigenwillige Spieltechnik, bei der er die Saiten in Single-Note-Technik mit seinem Daumen anstatt eines Plektrums anschlug und so einen sehr weichen Sound erzeugte. Schnelle Abschläge hintereinander spielte er aus dem Arm, Wechselschläge durch Bewegung aus dem Handgelenk heraus. Charakteristisch war aber vor allem seine (von Django Reinhardt übernommene) Oktavtechnik, die heute noch oft imitiert wird. Dabei werden zwei Noten gleichzeitig gespielt, während die dazwischenliegende Saite mit der linken Hand abgedämpft wird. Da die mittlere der drei gegriffenen Saiten mit angeschlagen wird, entsteht ein perkussiverer Klang als bei anderen Oktavtechniken, welcher jedoch durch den Daumenanschlag nicht zu hart klingt. Auch verwendete er eine Doppeloktavtechnik bei der dieselbe Melodie im Abstand von zwei Oktaven auf der 1. und 6. Saite gespielt wird. Des Weiteren spielte Montgomery oft ausgedehnte Blockakkord-Soli auf höchstem Niveau. Durch Akkordsubstitutionen, die sowohl die Grundlage seines Solospiels als auch der Akkord-Arbeit darstellten, klang Montgomery für die damalige Zeit sehr modern. So spielte er oft über Mollakkorde den entsprechenden Major-7-Akkord eine kleine Terz höher, oder über Dominantseptakkorde den Mollseptakkord eine Quart tiefer aus. Durch solche Akkordtechniken betonte er die höheren Intervalle der zugrunde liegenden Harmonien (7, 9, 11, 13), was heutzutage auch als „Upper Structure“ bezeichnet wird. Auch verwendete Montgomery Kombinationen aus Single-Note- und Akkordtechniken, die den Eindruck erwecken, als ob zwei Gitarristen spielten.
Sein Kollege Jim Hall drückte seine Verehrung so aus: „Ich verbrachte einen ganzen Nachmittag in San Francisco und versuchte seinen Daumen in einer Wagentür einzuklemmen.“ Der Gitarrist Carlos Santana sah Wes Montgomery 1967 bei der Grammy-Verleihung im Fernsehen und war begeistert: „Er hatte einen ganz ungewöhnlichen Gitarrensound, wie eine tiefe, väterliche Stimme. Es war, als würde mir jemand den Kopf tätscheln und sagen: ‚Alles wird gut‘“.

## Auszeichnungen
- 1968: Down Beat Jazz Hall of Fame

## Diskografie (Auswahl)

### Alben unter eigenem Namen
| Jahr | Titel                              | Höchstplatzierung, Gesamtwochen, AuszeichnungChartsChartplatzierungen (Jahr, Titel, Platzierungen, Wochen, Auszeichnungen, Anmerkungen) | Anmerkungen |
| Jahr | Titel                              | US | Anmerkungen |
| ---- | ---------------------------------- | --- | ----------- |
| 1965 | Bumpin’                            | US116 (13 Wo.)US |             |
| 1966 | Tequila                            | US51 (32 Wo.)US |             |
| 1967 | California Dreaming                | US65 (32 Wo.)US |             |
| 1967 | A Day In The Life                  | US13 Gold · (67 Wo.)US |             |
| 1968 | The Best of Wes Montgomery         | US56 (38 Wo.)US |             |
| 1968 | Down Here On The Ground            | US38 (30 Wo.)US |             |
| 1968 | The Best of Wes Montgomery, Vol. 2 | US187 (8 Wo.)US |             |
| 1968 | Road Song                          | US94 (16 Wo.)US |             |
| 1970 | Greatest Hits                      | US175 (9 Wo.)US | A&M Tape    |

Weitere Soloalben
- Fingerpickin’ (Pacific Jazz, 1958) mit Buddy & Monk Montgomery, Freddie Hubbard
- Kismet, 1958
- The Montgomery Brothers, 1958
- Montgomeryland, 1958
- A Good Git-Together, 1959
- The Wes Montgomery Trio, 1959
- The Incredible Jazz Guitar of Wes Montgomery, 1960, Riverside Records
- So Much Guitar, 1961
- Full House (1961)
- Portrait of Wes (1962)
- Fusion! (Riverside, 1963)
- Movin’ Wes (Verve Records, 1965)
- Smokin’ at the Half Note (Verve Records, 1966)
- Impressions – The Jazz Sides of Wes Montgomery (Verve-Kompilation, 1965–66)
- Echoes of Indiana Avenue (Resonance Records, 1957/58, ed. 2012)
- One Night in Indy (Resonance, ed. 2016)
- Back on Indiana Avenue: The Carroll DeCamp Recordings (Resonance, −1958 ed. 2019)
- The NDR Hamburg Studio Recordings (2021)

### Als Co-Leader oder Sideman
- Cannonball Adderley: Cannonball Adderley and the Poll Winners (Landmark, 1960):
- Nat Adderley: Work Song, 1960
- Lionel Hampton: 1949–1950 (Classics), 1950 (Classics)
- Milt Jackson & Wes Montgomery: Bags Meets Wes (Riverside/OJC, 1960)
- Harold Land: West Coast Blues (OJC; 1960)
- Jimmy Smith & Wes Montgomery: Jimmy & Wes - The Dynamic Duo (Verve, 1966) mit dem Oliver Nelson Orchestra
- Jimmy Smith & Wes Montgomery: Further adventures of Jimmy Smith and Wes Montgomery

### Singles
| Jahr | Titel Album                                | Höchstplatzierung, Gesamtwochen, AuszeichnungChartsChartplatzierungen (Jahr, Titel, Album, Platzierungen, Wochen, Auszeichnungen, Anmerkungen) | Anmerkungen |
| Jahr | Titel Album                                | US | Anmerkungen |
| ---- | ------------------------------------------ | --- | ----------- |
| 1967 | Windy A Day In The Life                    | US44 (11 Wo.)US |             |
| 1968 | Georgia On My Mind Down Here On The Ground | US91 (3 Wo.)US |             |

## Schriften
- Wes Montgomery: Jazz Guitar Method. Hrsg. von Lee Garson, Jimmy Stewart und Charles Stewart, New York 1968.